# Emma Albertazzi
Emma Albertazzi, född 1815, död 1847, var en brittisk operasångare (kontraalt).  Hon var även verksam som konsertvokalist. 
Hon gjorde sin debut i Milano 1832. Hon gjorde framgångsrika turnéer i Europa, främst i Italien och Frankrike. Hon gjorde sin engelska debut på Her Majesty's Theatre 1837. 